# Acalolepta ternatensis
Acalolepta ternatensis là một loài bọ cánh cứng trong họ Cerambycidae.